# Tanargue
Le Tanargue est un massif français compris dans le Massif central, culminant à 1 511 mètres au sommet du Grand Tanargue. Il est allongé d'ouest en est sur 15 à 20 kilomètres, et son pourtour fait environ 50 kilomètres pour une surface de 4 726 hectares. Il est surnommé « montagne du Tonnerre ». Le massif possède un climat cévenol caractéristique, avec des cumuls annuels de précipitations parmi les plus hauts de France métropolitaine. En raison de ses particularités topographiques, géologiques et climatiques, il est une figure symbolique importante de l'Ardèche, ayant alimenté récits et représentations artistiques.
Le lieu est fréquenté par les touristes, principalement cyclistes et randonneurs. L'activité hivernale est valorisée par la présence d'une station de ski, mais connaissant une activité fluctuante selon les années. C'est un site environnemental riche et fragile, comme en témoigne son classement ZNIEFF de type I et son inclusion dans le parc naturel régional des Monts d'Ardèche. Le massif accueille également une activité agropastorale, symbolisée par la dernière transhumance du département, ainsi que des châtaigneraies dont certaines sont toujours exploitées.

## Toponymie
Le nom du massif pourrait être lié au dieu celte du tonnerre, nommé selon les sources Taranis ou Taranus, en supposant une métathèse de l'élément Taran- en Tanar-. Le mot primitif en celtique semble avoir été également du type Tanar- comme semble en témoigner Tanaro, théonyme brittonique et ancien nom du Pô, Tanarus « le Grondant ».
Le second élément -argue est le suffixe latin -anicum caractéristique du sud est de la France et qui explique les noms comme Marsillargues, Vendargues, Lansargues.
Le massif est à très haut degré kéraunique (sensibilité à la foudre) ; la montagne du tonnerre serait le domicile du diable : « [...] le diable emporta le Tanargue ! La foudre a encore frappé, elle a tué 2 pastres et 203 bêtes à laine [...] ».

## Géographie

### Situation

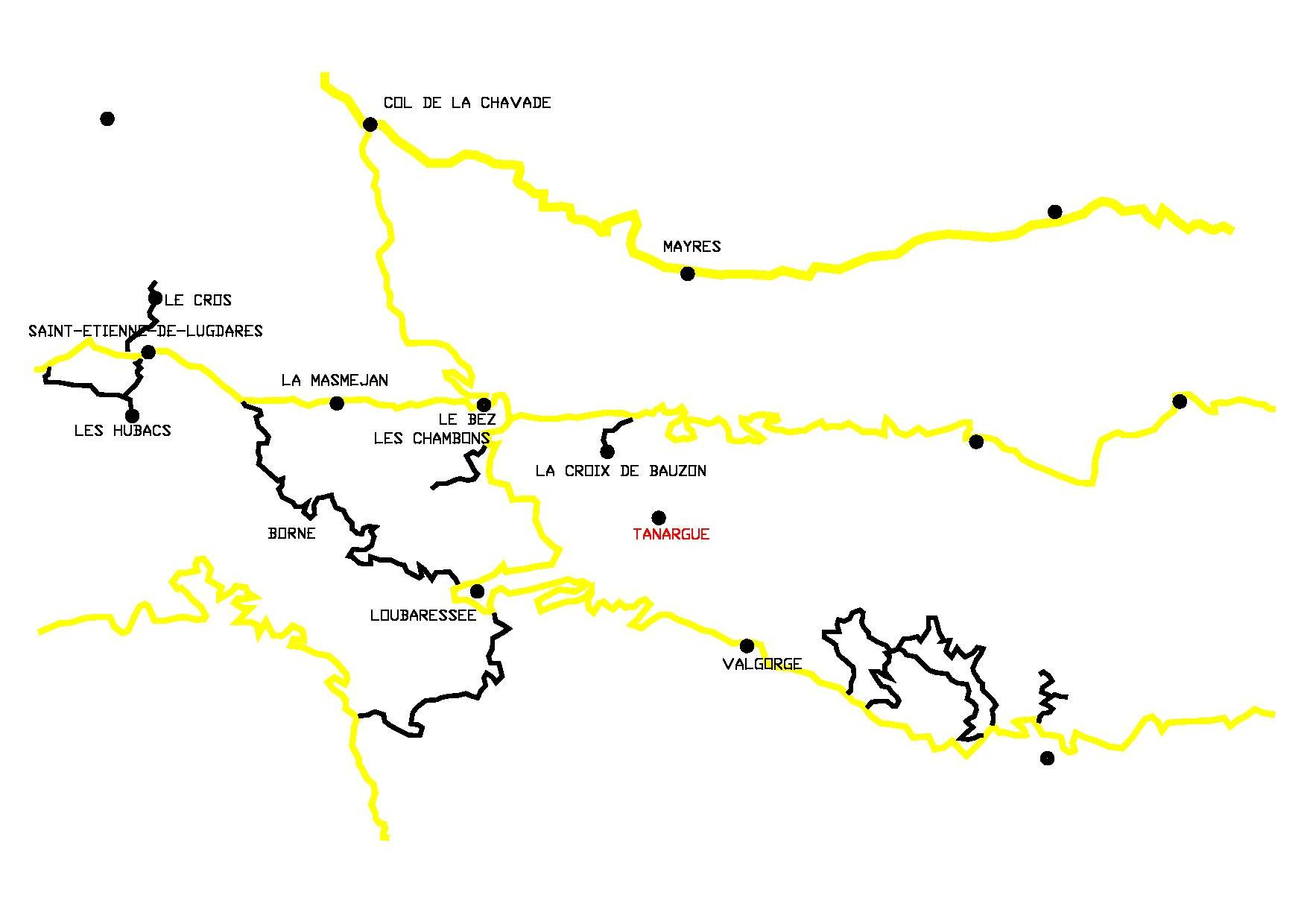
Localisation du Tanargue

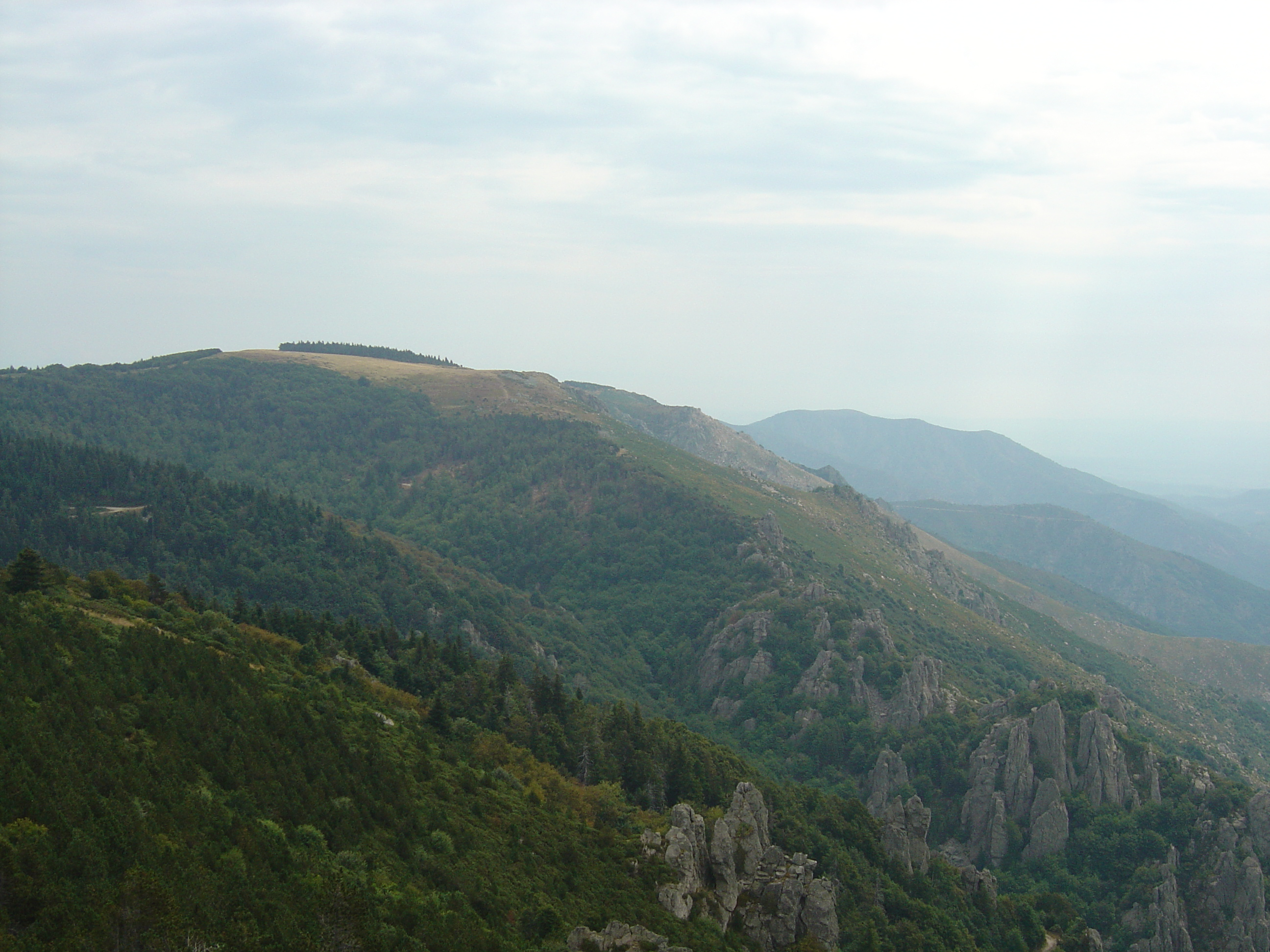
Le sommet de Méjan (1457 mètres) et la Cham du Cros vus depuis le signal de Coucoulude.

Situé au sud-ouest du département de l'Ardèche, non loin de la Lozère, le Tanargue fait partie du parc naturel régional des Monts d'Ardèche. Il est entouré au nord par les monts du Vivarais et le massif du Devès, à l'est par la vallée du Rhône, au sud par le mont Lozère et à l'ouest par les monts de la Margeride. Bien qu'étant considéré comme un espace connexe des Cévennes, le massif du Tanargue est situé en dehors de la définition stricte de l'aire cévenole, qui s'arrête au mont Lozère, à 35 kilomètres au sud.
Au sens strict, les communes limitrophes du massif sont au nombre de onze : Borne, Jaujac, Joannas, Laboule, Loubaresse, Prunet, Rocles, Saint-Étienne-de-Lugdarès, Saint-Laurent-les-Bains, La Souche et Valgorge. Le syndicat intercommunal d’aménagement du Tanargue (S.I.A.T), à vocation essentiellement touristique et agricole, a été dissous le 22 février 2007 par arrêté préfectoral ; il regroupait aussi d'autres localités à la frontière du massif du Tanargue : Astet, Cellier-du-Luc, Laval-d'Aurelle, Lanarce, Laveyrune, Le Plagnal, Montselgues et Saint-Alban-en-Montagne.

### Accès et voies de communications
L'accès au nord, par la route départementale 19, entre le col du Bez et le col de la Croix de Bauzon, permet aussi un contournement ouest, via Les Chambons. Par le sud, l'accès s'effectue par le village de Loubaresse ou par celui de Valgorge, via la route départementale 24 et le col de Meyrand. Par l'est du massif, le col de la Croix de Millet permet, depuis la route départementale 5; un accès aux landes du Tanargue.

### Topographie

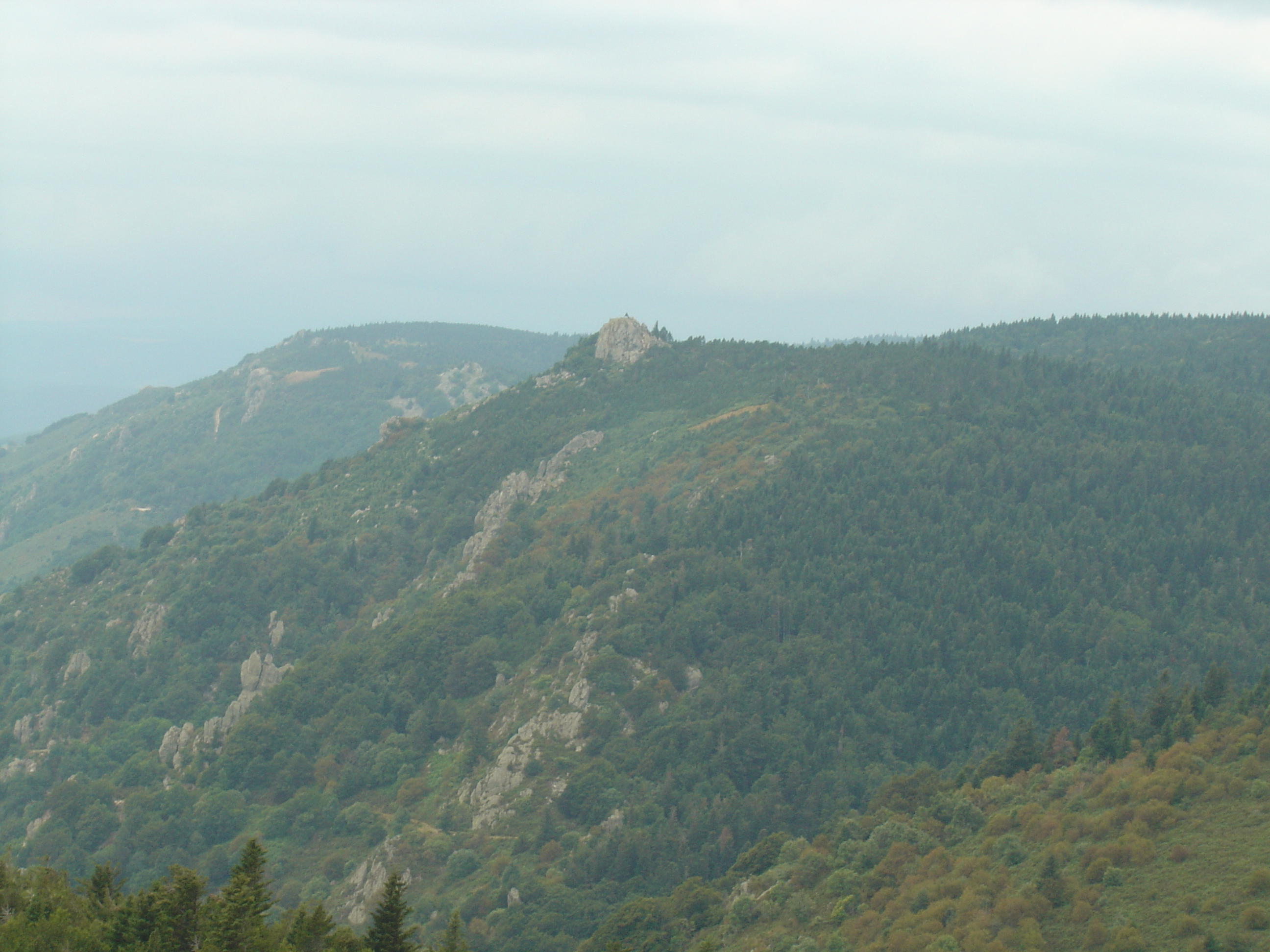
Le signal de Coucoulude (1448 mètres) vu depuis le sommet de Méjan.

Prenant la forme d'une longue crête orientée est-ouest, le massif comprend plusieurs sommets parmi lesquels :
- Grand Tanargue : 1 511 mètres,
- Sommet de Méjan : 1 457 mètres,
- Signal de Coucoulude : 1 448 mètres,
- Mont Aigu : 1 316 mètres,
- Sommet de Sucheyre : 1 270 mètres,
- Cham du Cros : 1 202 mètres,
- Suc du Capitaine : 1 197 mètres,
- Pissas : 1 098 mètres.

### Géologie

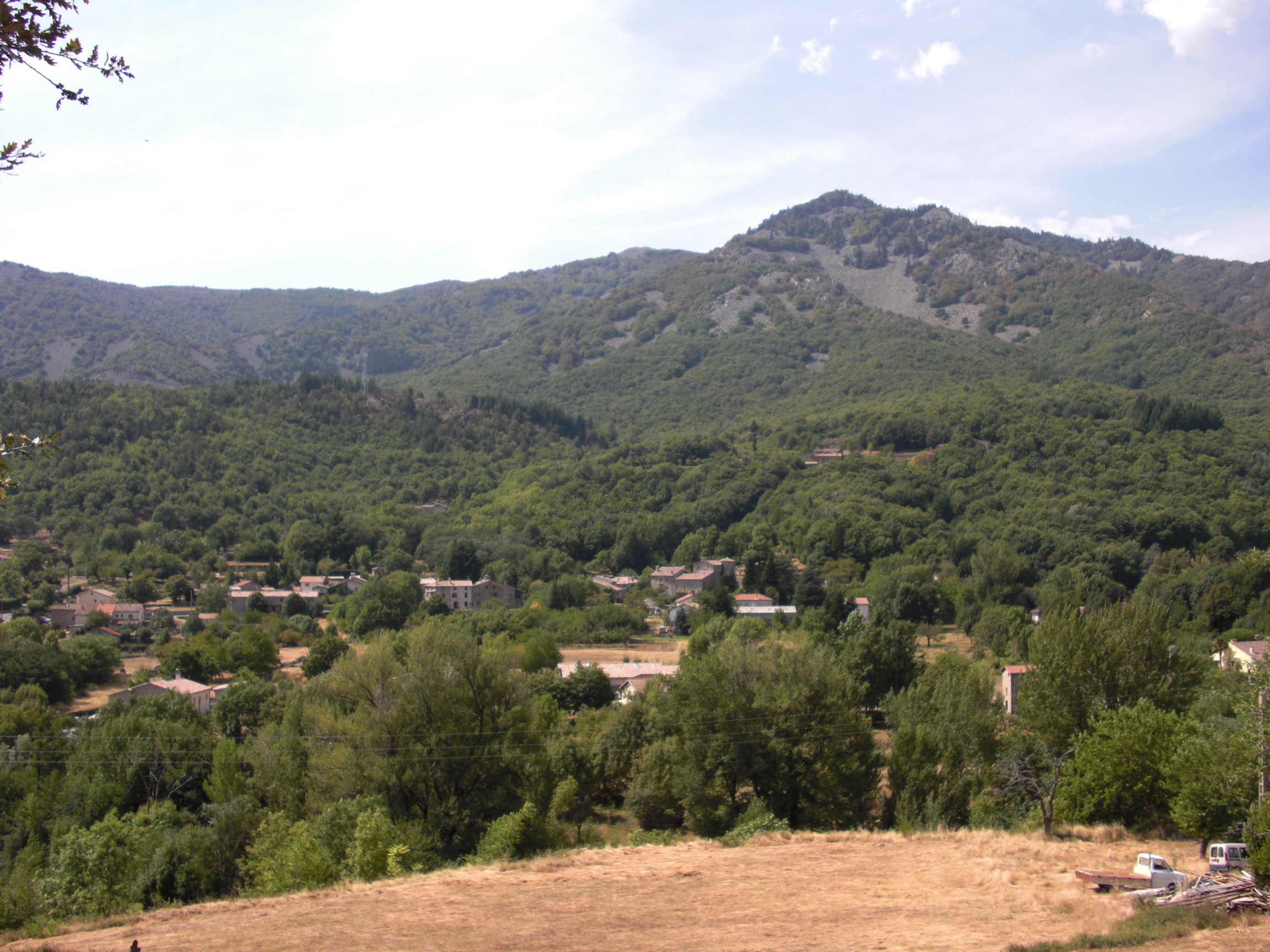
La Souche et le mont Aigu (1316 mètres) en arrière-plan.

Géologiquement, le massif du Tanargue est de constitution majoritairement granitique. C'est une zone de transition avec les schistes du mont Lozère, situé à une trentaine de kilomètres au sud-ouest. Le granite est une roche magmatique cristalline, issue d'un magma engendré puis refroidi au sein d'une croûte terrestre de type continentale. Localement, sur certains affleurements, le granite montre son altération progressive, et que les sédiments qui en ont résulté, ont subi un métamorphisme, donnant alors naissance à des roches métamorphiques comme du grès, des schistes, et même des gneiss. Consécutivement aux éruptions passées des volcans voisins du massif, on note également des roches d'origine volcanique comme des basaltes.

### Hydrographie
L'importante pluviométrie du massif et la roche, majoritairement de constitution granitique, induisent un nombre très important de cours d'eau, faisant du Tanargue un château d'eau important du Massif central. Les rivières Ligne et Beaume, affluents de l'Ardèche, prennent leur source sur les versants sud et sud-ouest du Tanargue. Le Lignon, également affluent de l'Ardèche, collecte les eaux du versant nord-est du massif et la Borne, affluent du Chassezac, draine les eaux du versant nord-ouest du Tanargue. Une partie des eaux du versant nord-ouest rejoignent les eaux du Masméjean, cours d'eau affluent de l'Allier, plaçant donc la ligne de partage des eaux Atlantique-Méditerranée à l'extrémité ouest du massif, au niveau du col du Bez.
Les cours d'eau présentent des fluctuations saisonnières de débit typiques du régime cévenol, avec un sévère étiage l'été, mais surtout des hautes eaux automnales se transformant parfois en crues dévastatrices lors des épisodes cévenols. Les crues sont maintenant en partie régulées par des barrages à proximité du massif, comme celui de Villefort.

### Sismicité
Les cantons de Largentière, Saint-Étienne-de-Lugdarès, Haute-Ardèche et Valgorge, où se trouve le Tanargue, sont classés en zone d'aléa faible selon la nouvelle réglementation entrée en vigueur en mai 2011. Auparavant, le risque sismique était considéré comme négligeable.

### Climat

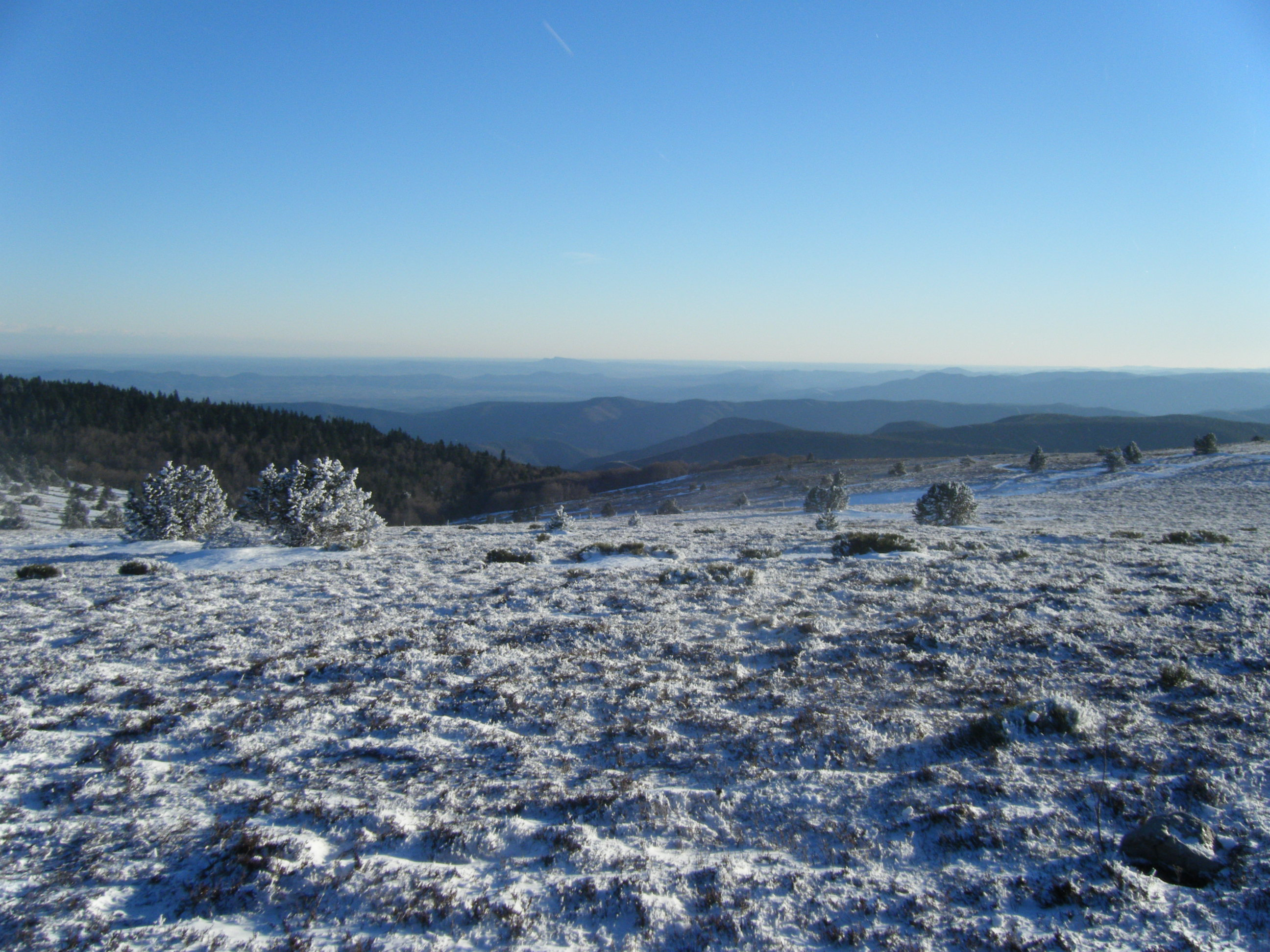
Vue depuis le sommet du Grand Tanargue.

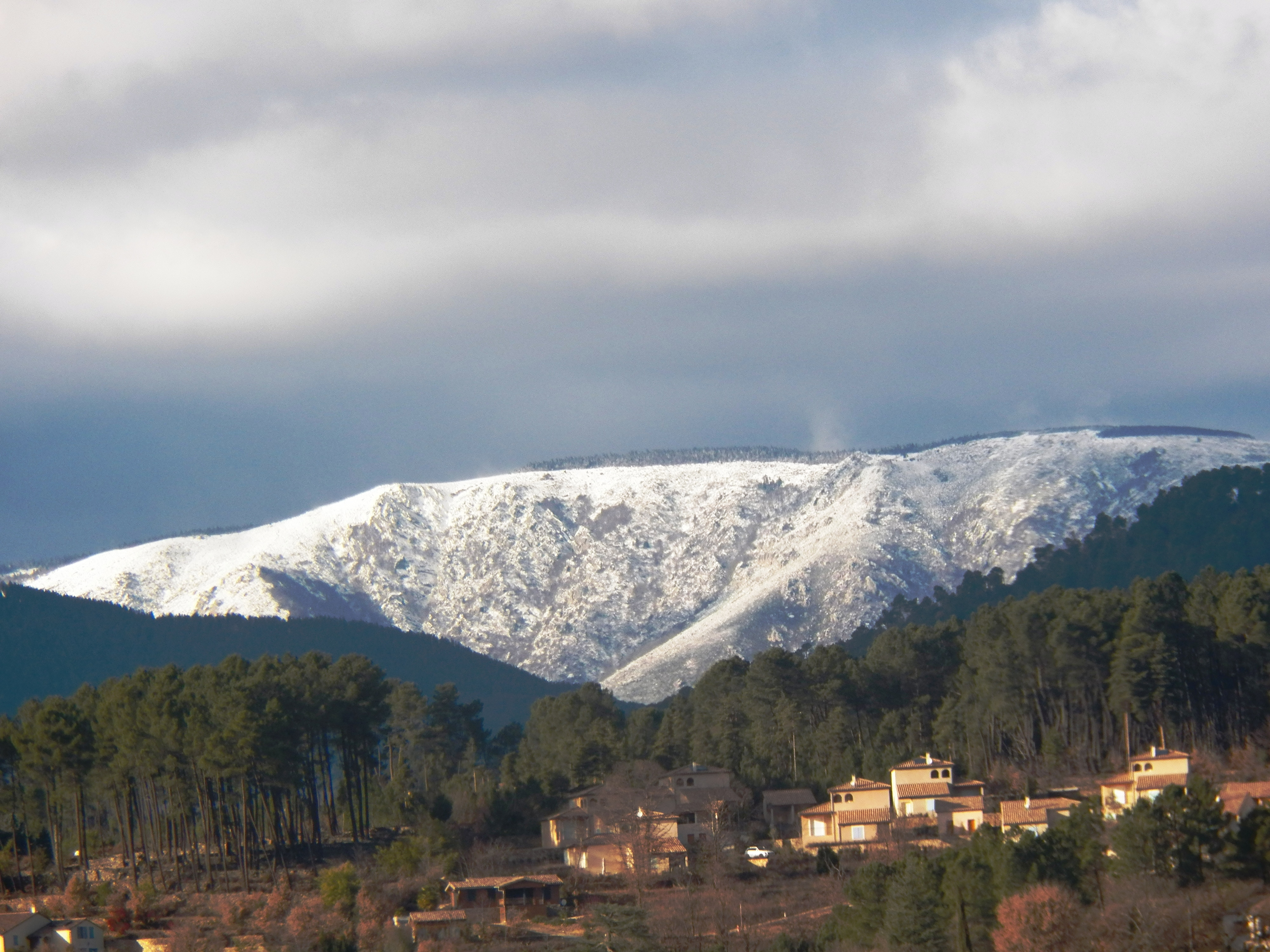
Vue du Tanargue depuis Joyeuse en janvier 2017.

Le Tanargue connaît un climat montagnard avec une forte influence méditerranéenne comme tout le massif des Cévennes. Les étés y sont plutôt secs, mais ponctués d'orages. Les automnes y sont très arrosés et parfois accompagnés de phénomènes cévenols. Loubaresse, La Souche et Borne font partie des communes de France métropolitaine les plus arrosées (environ 2 000 mm d'eau par an). Les hivers y sont souvent rigoureux compte tenu de l'altitude et l'enneigement peut y être très important notamment par flux de sud perturbé. Le printemps offre une courte transition entre l'hiver et l'été. Au sein du massif, la localité de Loubaresse comprend une station de mesure située à 1 224 mètres d'altitude, qui possède des relevés météorologiques anciens reproduits ci-dessous :
| Mois                                                                  | Janv | Fév  | Mars | Avr | Mai  | Juin | Juil | Août | Sept | Oct  | Nov | Déc  | Année |
| --------------------------------------------------------------------- | ---- | ---- | ---- | --- | ---- | ---- | ---- | ---- | ---- | ---- | --- | ---- | ----- |
| Températures minimales moyennes (°C)                                  | -2,5 | -2,4 | -0,8 | 0,8 | 5    | 8,1  | 11,1 | 11,3 | 8,3  | 4,9  | 0,5 | -1,2 | 3,5   |
| Températures moyennes (°C)                                            | 0,5  | 0,7  | 2,6  | 4,6 | 8,9  | 12,4 | 15,9 | 15,8 | 12,3 | 8,1  | 3,5 | 1,7  | 7,2   |
| Températures maximales moyennes (°C)                                  | 3,4  | 3,7  | 6    | 8,3 | 12,8 | 16,7 | 20,6 | 20,3 | 15,9 | 11,3 | 6,5 | 4,5  | 10,8  |
| Moyennes mensuelles de précipitations (mm)                            | 209  | 135  | 112  | 180 | 183  | 106  | 60   | 93   | 214  | 307  | 254 | 216  | 2069  |
| Source : Archives climatologiques mensuelles - Loubaresse (1971-2000) |      |      |      |     |      |      |      |      |      |      |     |      |       |

Cette station météorologique possède des records remarquables, comme une pluviométrie annuelle (d'août 1976 à juillet 1977) mesurée à 4 032 mm, une hauteur de neige de 2 mètres en 24 heures le 30 janvier 1986, et une température relevée à - 25,8 ° en janvier 1987. Lors des intempéries de novembre 2011, il a été relevé à Loubaresse plus de 700 mm de précipitations en cinq jours.

### Flore

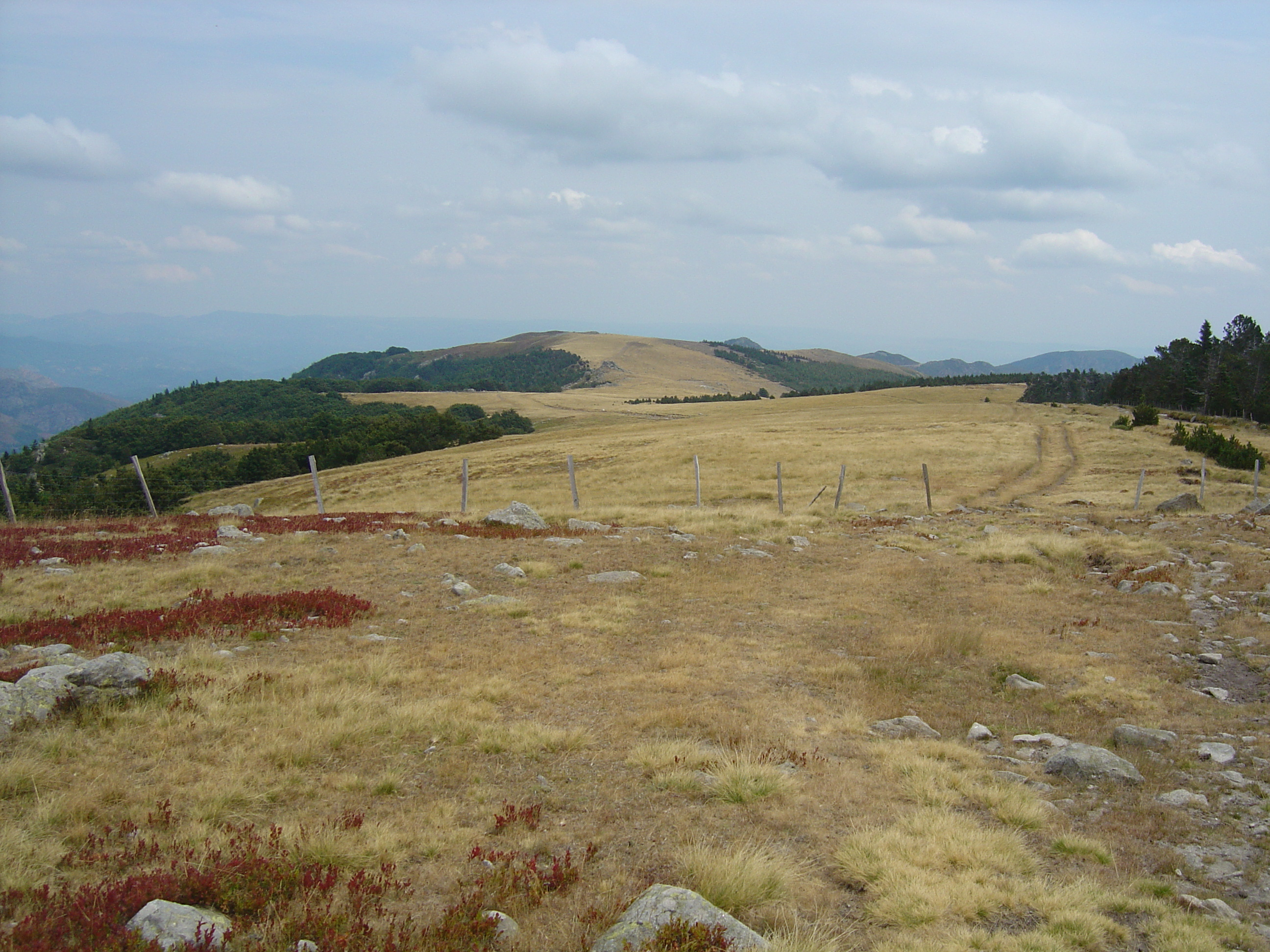
Landes des crêtes du Tanargue vues depuis le sommet de Méjan

Le milieu naturel comprend des forêts anciennes, de type hêtraie-sapinière, surtout implantées à l'ouest avec notamment la forêt domaniale des Chambons. Le massif possède également des pelouses d'altitudes, de la lande subalpine, des barres rocheuses avec de vastes éboulis, avec ruisseaux et humidité abondante. Les plantations artificielles d'arbres, datant pour beaucoup des années 1980, restent faibles, mais existent. Elles sont quasi exclusivement constituées de résineux, comme souvent lors des opérations de reboisement menées après-guerre dans le département de l'Ardèche. À cette époque, l'Office national des forêts encourageait les implantations de conifères, seule sylviculture viable économiquement. Cependant un récent mouvement de suppression des plantations artificielles se fait jour avec la suppression de 20 hectares de pins rendus au paysage pastoral des landes du Tanargue, grâce à l'aide financière du parc naturel régional. La forêt domaniale du massif, composée de hêtres et de résineux, est également partiellement éclaircie sur 30 hectares, afin de maintenir les tourbières et les plantes subalpines comme les myrtilles des marais.

### Faune
C'est le domaine des rapaces, comme le Circaète Jean-le-Blanc ou le Busard cendré, mais aussi de la loutre, dont la présence attestée dans la rivière de la Borne depuis 1998. Le Lignon accueille de nombreuses colonies de castors européens. Le massif compte aussi beaucoup de sangliers et de cervidés, en forte recrudescence ces dernières années.

## Histoire

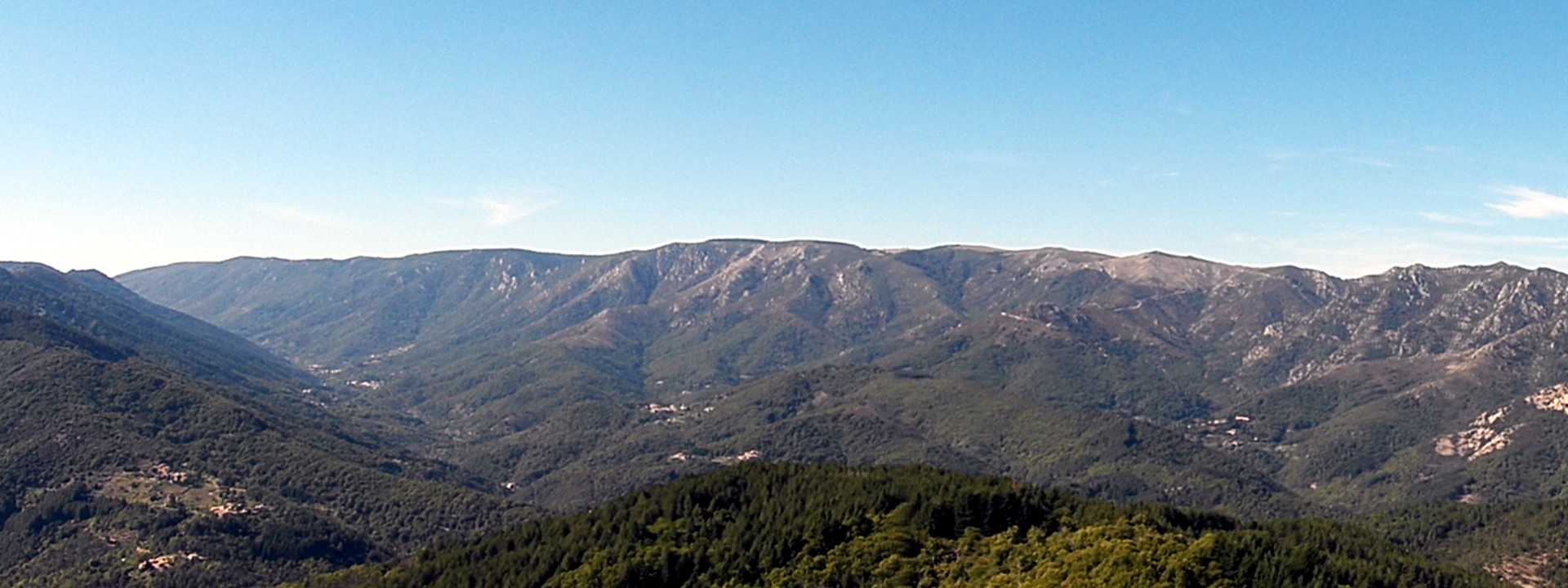
Vue du massif du Tanargue à partir de la tour de Brison.

### Préhistoire et Antiquité
Il existe de nombreux vestiges de la présence de l'homme préhistorique dans le département de l'Ardèche, les plus connus étant les grottes de Soyons (datant de 150 000 ans av. J.-C.) et Chauvet, près des gorges de l'Ardèche. Néanmoins, aucune trace de peuplement dans le massif n'a été mise au jour. Lors de la conquête de la Gaule par Jules César, le Tanargue se situait dans la région des Helviens (en latin Helvii), peuple gaulois voisin des Gabales. Les Helviens sont englobés dans la province romaine de Narbonnaise après la fin des hostilités.

### Moyen Âge
Le Tanargue fut intégré au diocèse de Viviers durant le IXe siècle, à la suite d'un don d'un notable local. La province du Vivarais fut incorporée en 1271 dans le Languedoc, comme le Gévaudan et le Velay.

### Renaissance
Durant les guerres de Religion, et contrairement à la majorité des Cévennes et du Vivarais, le territoire du massif du Tanargue resta essentiellement catholique, ce qui mit les environs à la merci des troupes huguenotes. La province du Vivarais fut de manière plus globale fortement affectée durant tout le XVIIe siècle par ces événements, avec notamment le siège de Privas (1629), les dragonnades (1683) dans les communes protestantes voisines du massif et même des massacres de civils. Les derniers soubresauts datant du début du XVIIIe, avec la guerre des Camisards, dans toute la zone des Cévennes. Le Tanargue connut aussi l'épisode de la bête du Gévaudan dans les années 1750, la première victime, Jeanne Boulet, étant tuée à l'ouest du massif, à Saint-Étienne-de-Lugdarès, en 1756.

### Après 1789
Le Tanargue rejoignit le département des Sources de la Loire qui deviendra l'Ardèche, lors de sa création le 4 mars 1790, en intégrant le district portant son nom. Le siège du district fut d'abord Joyeuse, puis Jaujac.

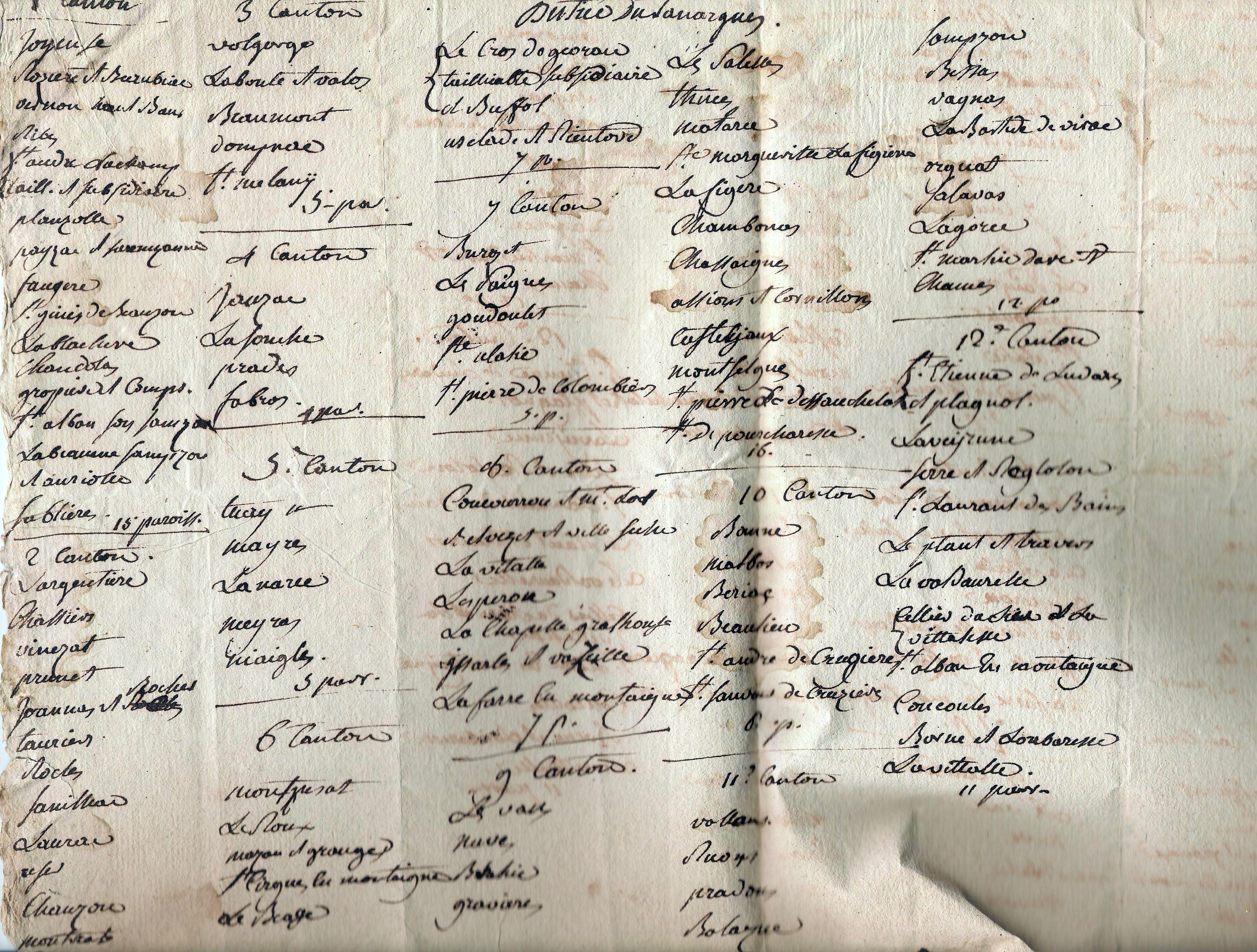
Communes composant le district (document d'époque, vers 1790).

Les villages limitrophes du Tanargue furent dévastés à de nombreuses reprises par les crues des rivières du massif au cours du XIXe siècle, lors d'épisodes cévenols (1840, 1856). En septembre 1890 surtout, la virulence exceptionnelle des flots causa d'énormes dégâts. Lors de cet épisode cévenol de survenance millennale, on estime qu'il est tombé environ 950 mm d'eau en 5 jours sur le massif.
Dès la fin du XIXe siècle, l'ensemble du Tanargue vécut, comme toute la zone des Cévennes, un fort exode rural. Les maladies frappant les châtaigniers (maladie de l'encre) et les mûriers (pébrine) provoquèrent une perte massive d'emplois agricoles. Les actifs émigraient essentiellement vers les grandes villes à la recherche de travail industriel, surtout vers Lyon, Saint-Étienne et Marseille. La Première Guerre mondiale tua de nombreux hommes au front et mit encore plus à mal la démographie durant l'Entre-deux-guerres. Ce phénomène d'exode pris des proportions singulières dans certaines localités comme à Borne (433 habitants en 1896, 31 en 1982) et à Loubaresse (317 habitants en 1881, 26 en 1990).
Depuis le début des années 1990, la population s'est néanmoins stabilisée, voire augmente légèrement dans certaines communes du massif, grâce à l'émergence du tourisme vert, le cadre de vie attirant des néo-ruraux et aussi en conséquence de la périurbanisation d'Aubenas, phénomène touchant en priorité les municipalités à l'est du massif.

## Économie

### Agriculture et productions
Le petit plateau que constituent les landes du Tanargue accueille encore une estive l'été, de début juin à fin septembre, composée d'environ 1 300 brebis à viande (BMC, Rouge du Roussillon, etc.) provenant d'une vingtaine d'élevages environnants, et gardées par deux bergers. Il s'agit de la dernière transhumance du département de l'Ardèche.
Quant aux productions végétales, on trouve sur l'adret méridional jusqu'à 1 000 mètres d'altitude de nombreuses châtaigneraies. Ces dernières sont souvent à l'abandon, du fait de l'accès très souvent uniquement muletier ou pédestre. Ces châtaigneraies descendent jusqu'aux hameaux habités qui se nichent dans les contreforts du Tanargue : Valousset, Valos, Laboule et sont alors à leurs alentours en bien meilleur état, des personnes vivant encore uniquement de la châtaigne dans ces hameaux. A contrario, les châtaigneraies sont quasi inexistantes sur l'ubac du massif, beaucoup plus froid.
Dans le passé (jusqu'au début du siècle dernier), les paysans de ces hameaux allaient faucher l'herbe du plateau et redescendaient le foin sur leur dos par « bottes » de 80 kg, au prix de trois heures de marche. Il y avait alors plus de 7 000 brebis sur l'estive.

### Tourisme

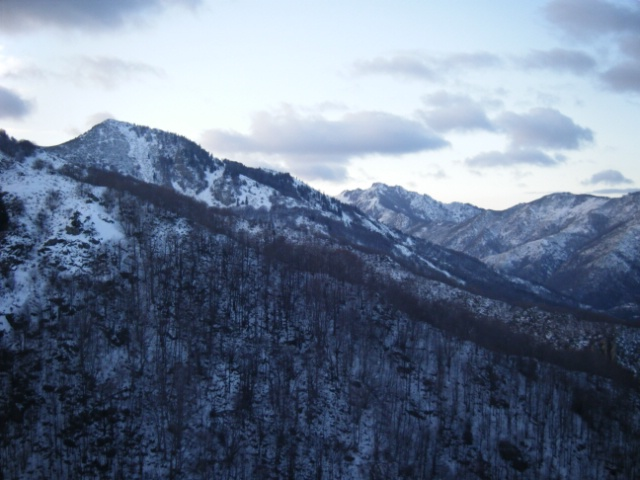
Massif du Tanargue enneigé

La station thermale de Saint-Laurent-les-Bains est la principale attraction touristique du Tanargue. Le centre thermal est spécialisé dans la rhumatologie et la fibromyalgie, il est géré par la chaîne thermale du Soleil. Le Tanargue et sa périphérie comprennent aussi de nombreuses chambres d'hôtes, gîtes et hôtels. On trouve également quelques campings dans les vallées de la Beaume et du Lignon. Les résidences secondaires sont omniprésentes, au point de représenter la majorité du parc de logements dans les communes de La Souche (51,5 %), Valgorge (62,9 %) et surtout Saint-Laurent-les-Bains (75,1 %), certains hameaux isolés étant constitués entièrement de résidences de vacances. Le massif est également valorisé par la route touristique du Tanargue, via la route départementale D19.

### Activités sportives

#### Cyclisme
Le massif du Tanargue est entouré par trois cols régulièrement au programme de certains parcours longs de l'Ardéchoise. Au sud, le col de Meyrand (1 370 mètres) est grimpé sur les parcours du Tanargue, de l'Ardèche, de la montagne ardéchoise et de l'Allier. À l'est, le col de la Croix de Millet (776 mètres) est franchi sur les mêmes parcours où le col de Meyrand est emprunté, et avec de surcroît le long parcours de la Châtaigne. Au nord, le col de la Croix de Bauzon (1 308 mètres) est grimpé sur les parcours de la Loire et des Hautes-Terres.

#### La station de sports d'hiver de la Croix de Bauzon

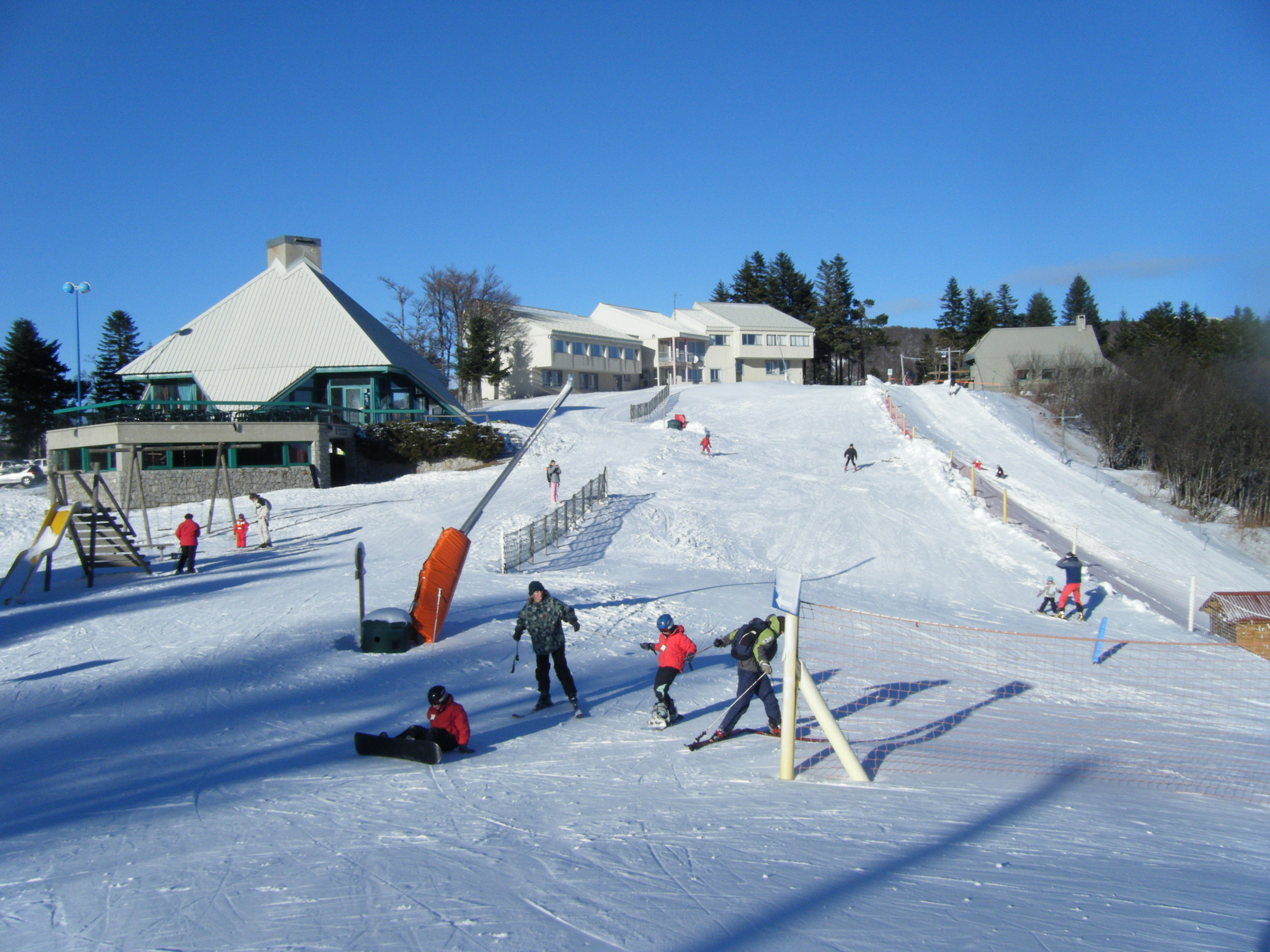
Station de La Croix de Bauzon

La station de sports d'hiver de la Croix de Bauzon se situe à proximité du col du même nom sur la face nord du massif du Tanargue. Cette station est gérée par le conseil général de l'Ardèche. Elle dispose de neuf pistes de ski alpin, d'un domaine de ski de fond, de circuits raquettes et d'une piste de luge. Son domaine skiable se situe à une altitude comprise entre 1 250 mètres et 1 511 mètres, sur les communes de Borne et La Souche.

#### Randonnée
Le massif comprend de nombreux chemins, ainsi que des sentiers de grande randonnée. Ces sentiers accueillent les marcheurs et les VTT. Le chemin de randonnée à pied appelé Taranis Arga, inauguré le 21 juin 2008, a été financé par le parc naturel régional des Monts d'Ardèche, avec la contribution des communes de La Souche et de Borne.

### Protection environnementale
Le Tanargue fait partie intégrante du parc naturel régional des Monts d'Ardèche et appartient au réseau Natura 2000. Sa forêt fait partie des forêts gérées durablement et certifiées (réseau PEFC). Le massif comprend une ZNIEFF de type II, qui se définit comme un grand ensemble naturel riche et peu modifié, offrant des potentialités biologiques importantes. Cette zone est intégrée au Natura 2000 et se nomme serres cévenols autour du Tanargue. Cet espace comprend également en son sein respectif une ZNIEFF de type I, à la superficie plus restreinte. Cet espace représente un espace homogène d’un point de vue écologique, abritant espèces et habitat rares ou menacés, d'intérêt aussi bien local que régional, national voire européen. Cette ZNIEFF de type I est appelée Massif du Tanargue.

## Représentations du massif du Tanargue

### Littérature
- Bernard Duneau, Tanargue ou la mort de nos racines, Éditions Humusaire, 2004 (ISBN 2-913982-68-9)
- Docteur Francus (Albin Mazon), Voyage aux pays volcaniques du Vivarais, Privas, Imprimerie Typographique Roure, 1878 (BNF 34714975, lire en ligne)

### Audiovisuel
Le massif a été en 2007 le cadre de tournage du documentaire « La fièvre du sanglier dans le Tanargue ». Ce programme relate durant 55 minutes la problématique posée par la surpopulation de sangliers, comme souvent dans le département de l'Ardèche, malgré une présence importante de chasseurs.